# Transição Epitélio-Mesênquima
A Transição Epitélio-Mesênquima (EMT) é um processo pelo qual as células epiteliais perdem sua polaridade celular e adesão célula-célula e ganham propriedades migratórias e invasivas para se tornarem células mesenquimais. A EMT é essencial para vários processos da embriogênese, incluindo a formação do mesoderma e do tubo neural. Também foi demonstrado que a EMT ocorre na cicatrização de feridas, na fibrose e na metástase. A EMT é um processo que envolve mudanças em várias organelas e estruturas celulares, tais como membrana plasmática, citoesqueleto, Golgi, retículo endoplasmático, lisossomas, mitocôndrias, e matriz extracelular; assim como de processos celulares, como ciclo celular, apoptose, controle da expressão gênica e diferenciação celular.

## História
A Transição Epitélio-Mesênquima (EMT) foi reconhecida pela primeira vez como uma característica da embriogênese por Betty Hay na década de 1980.   A EMT e seu processo reverso, MET (transição mesenquimal-epitelial) são essenciais para o desenvolvimento embrionário, como na gastrulação, formação da crista neural, formação da válvula cardíaca, desenvolvimento do palato secundário e miogênese.

 
As células epiteliais e mesenquimais diferem em fenótipo e função.  As células epiteliais estão conectadas umas às outras por junções selantes, junções comunicantes e junções aderentes. As células mesenquimais, por outro lado, apresentam morfologia fusiforme e interagem entre si por adesões celulares diferentes das junções celulares. As células epiteliais expressam altos níveis de E-caderina, enquanto as células mesenquimais expressam níveis de N-caderina, fibronectina e vimentina.As células epiteliais expressam altos níveis de E-caderina, enquanto as células mesenquimais expressam níveis de N-caderina, fibronectina e vimentina.